# Нюрумъя
Нюрумъя (устар. Нюрум-Я) — река в Советском и Берёзовском районах Ханты-Мансийского автономного округа. Устье реки находится на 82-м км по левому берегу реки Тапсуй. Длина реки составляет 50 км.

## Притоки
- В 2 км от устья, по левому берегу реки впадает река Камкаарпынъя.
- В 6 км от устья, по правому берегу впадает река Тапслохъя.
- В 17 км от устья, по левому берегу реки впадает река Сортынсос.
- В 32 км от устья, по левому берегу реки впадает река Улоулъя.

## Данные водного реестра
По данным государственного водного реестра России относится к Нижнеобскому бассейновому округу, водохозяйственный участок реки — Северная Сосьва, речной подбассейн реки — Северная Сосьва. Речной бассейн реки — (Нижняя) Обь от впадения Иртыша.